# مریم کاظم‌زاده
مریم کاظم‌زاده (۱۳۳۵–۳ خرداد ۱۴۰۱) عکاس و خبرنگار ایرانی بود. از او به عنوان اولین خبرنگار و عکاس زن جنگ ایران و عراق یاد می‌شود.

## درگذشت
مریم کاظم‌زاده ۳ خرداد ۱۴۰۱ در ۶۵ سالگی درگذشت. وزیر فرهنگ و ارشاد اسلامی و رئیس سازمان سینمایی در پیام‌های جداگانه‌ای درگذشت او را تسلیت گفتند.